# Aleš Krajnc
Aleš Krajnc, slovenski hokejist, * 1970, Ljubljana.
Krajnc je igral za klub Olimpija Kompas oziroma Olimpija Hertz v jugoslovanski ligi v sezonah 1987/88, 1988/89 in 1990/91 ter slovenski ligi v sezoni 1991/92.
Za jugoslovansko mladinsko reprezentanco je nastopil na Svetovnem mladinskem prvenstvo 1990 skupine B, na katerem je dosegel tri gole in štiri podaje na sedmih tekmah.

## Pregled kariere
Odebeljeno - reprezentančni nastopi, glej tudi Statistika pri hokeju na ledu.
| Moštvo          | Liga                     | Sezona |    | Redni del | Redni del | Redni del | Redni del | Redni del | Redni del |   | Končnica | Končnica | Končnica | Končnica | Končnica | Končnica |
| --------------- | ------------------------ | ------ | -- | --------- | --------- | --------- | --------- | --------- | --------- | - | -------- | -------- | -------- | -------- | -------- | -------- |
| Moštvo          | Liga                     | Sezona | OT | G         | P         | T         | +/-       | KM        | OT        | G | P        | T        | +/-      | KM       |          |          |
| Olimpija Kompas | Jugoslovanska liga       | 87/88  |    |           |           |           |           |           |           |   |          |          |          |          |          |          |
| Olimpija Kompas | Jugoslovanska liga       | 88/89  |    |           |           |           |           |           |           |   |          |          |          |          |          |          |
| Jugoslavija     | Svetovno ml. prvenstvo B | 90     |    | 7         | 3         | 4         | 7         |           | 0         |   |          |          |          |          |          |          |
| Olimpija Kompas | Jugoslovanska liga       | 90/91  |    |           | 7         | 3         | 10        |           |           |   |          |          |          |          |          |          |
| Olimpija Hertz  | Slovenska liga           | 91/92  |    |           |           |           |           |           |           |   |          |          |          |          |          |          |
| Skupaj          |                          |        |    | 7         | 10        | 7         | 17        |           | 0         |   |          |          |          |          |          |          |